# 39/Smooth
39/Smooth — дебютний студійний альбом американського панк-рок гурту Green Day. Виданий 13 квітня 1990 року на Lookout! Records на вінілових платівках (були доступні варіанти альбому у чорному, зеленому кольорах та прозорий варіант) та касетах. Згодом у 1991 році всі пісні з альбому разом з треками з альбомів Slappy та 1,000 Hours будуть перевидані на збірці 1,039/Smoothed Out Slappy Hours. Видання альбому продовжувалось до серпня 2005 року на Lookout! Records, коли Green Day вилучила права на альбом у цього лейблу через несплату роялті.
Джессі Мічелс з Operation Ivy намалювала обкладинку платівки. Слова на внутрішній стороні платівки власноруч написали Біллі Джо Армстронг та Джон Кіфмеєр. На обкладинці альбому написано також: «Джеймс Пут, знизу, бритоголовий!».
24 березня 2009 року альбом «39/Smooth» був перевиданий на вінілових платівках. Разом з ним було представлено перевидання альбомів «1,000 Hours» та «Slappy» як бонус.

## Список пісень
Автор музики і слів Біллі Джо Армстронг крім пісні I Was There яку написав Джон Кіфмеєр. 
| Side A | Side A             | Side A     |
| #      | Назва              | Тривалість |
| ------ | ------------------ | ---------- |
| 1.     | «At the Library»   | 2:28       |
| 2.     | «Don't Leave Me»   | 2:39       |
| 3.     | «I Was There»      | 3:36       |
| 4.     | «Disappearing Boy» | 2:52       |
| 5.     | «Green Day»        | 3:29       |

| Side B | Side B                 | Side B     |
| #      | Назва                  | Тривалість |
| ------ | ---------------------- | ---------- |
| 6.     | «Going to Pasalacqua»  | 3:30       |
| 7.     | «16»                   | 3:24       |
| 8.     | «Road to Acceptance»   | 3:35       |
| 9.     | «Rest»                 | 3:05       |
| 10.    | «The Judge's Daughter» | 2:34       |
| 31:13  |                        |            |

## Учасники
- Біллі Джо Армстронг — гітара, вокал
- Майк Дернт — бас-гітара, бек-вокал
- Джон Кіфмеєр — ударна установка, бек-вокал